# Région Totonaca
La région Totonaca est l'une des 10 régions administratives de l'État de Veracruz, au Mexique, et est localisée dans sa partie nord, au bord du golfe du Mexique. Limitrophe à l'ouest de l'État de Puebla, elle tire son nom du peuple des Totonaques, qui habite la région depuis la période préhispanique.

## Géographie
Cette région confine à l'est au golfe du Mexique, et à l'ouest au sein de la chaîne de montagnes de la Sierra Madre orientale, qui se développe essentiellement dans l'État de Puebla, à l'ouest. Elle prend appui au sud sur les confins nord du bassin versant du fleuve Río Nautla, comprend la partie inférieure du bassin versant versant du fleuve Río Tecolutla, et s'appuie au nord sur le fleuve Río Cazones. Elle est limitrophe au sud de la région Nautla, et au nord de la région Huatesca Baja. D'une superficie de 4281 km2, elle était peuplée en 2015 de 711 659 habitants.
Elle est administrativement formée des 15 municipalités suivantes :
- Cazones de Herrera (13)
- Coahuitlán (2)
- Coatzintla (8)
- Coxquihui (6)
- Coyutla (4)
- Chumatlán (5)
- Espinal (9)
- Filomeno Mata (1)
- Gutiérrez Zamora (14)
- Mecatlán (3)
- Papantla (12)
- Poza Rica de Hidalgo (11)
- Tecolutla (15)
- Tihuatlán (10)
- Zozocolco de Hidalgo (7)

Régions de Veracruz, la région Totonaca porte le n°3
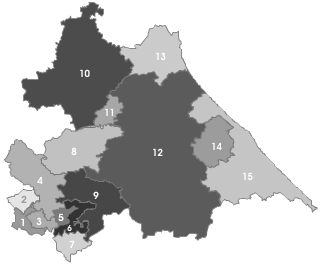
Municipalités de la région Totonaca